# Ferrari 365
De Ferrari 365 is een sportwagen van het Italiaanse automerk Ferrari.
Het model is er in verschillende uitvoeringen:

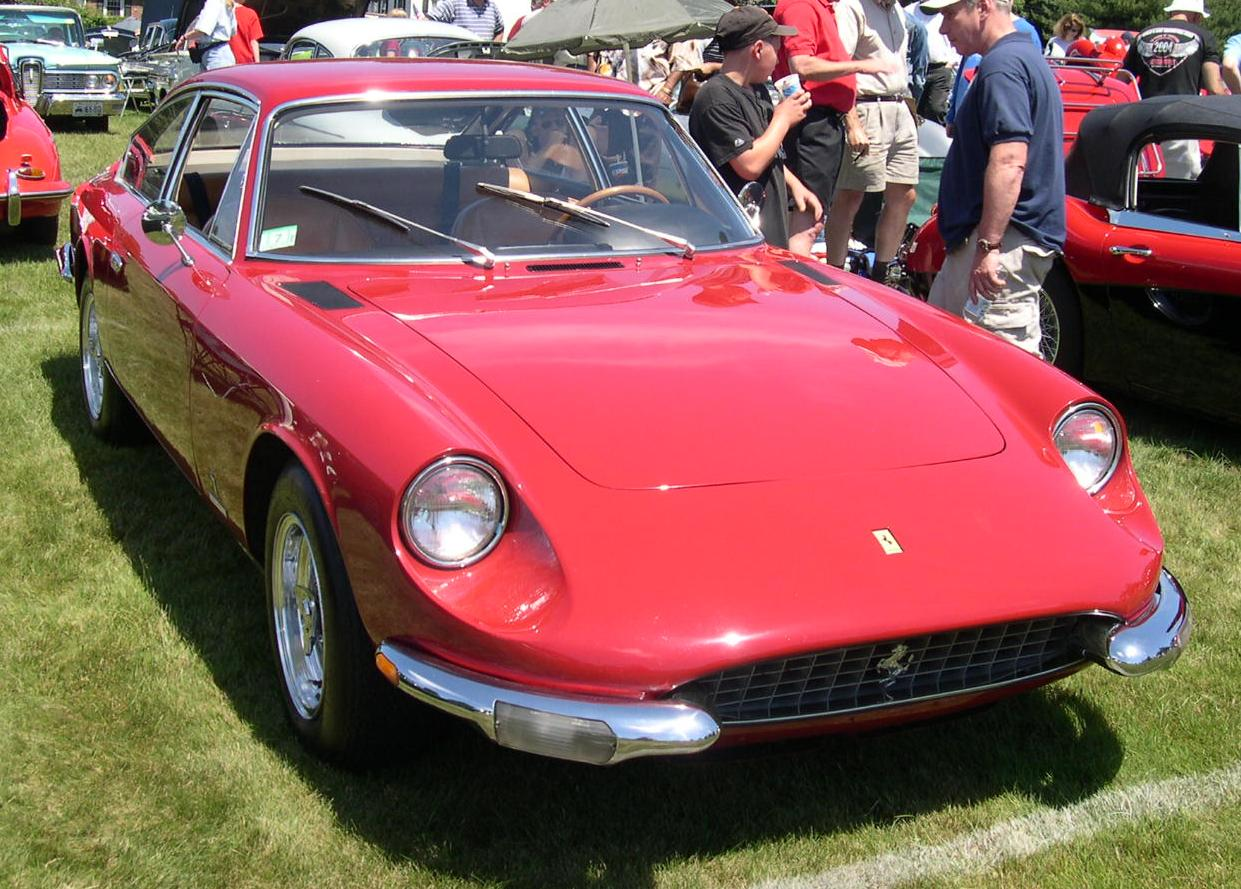
Ferrari 365 GT 2 +2

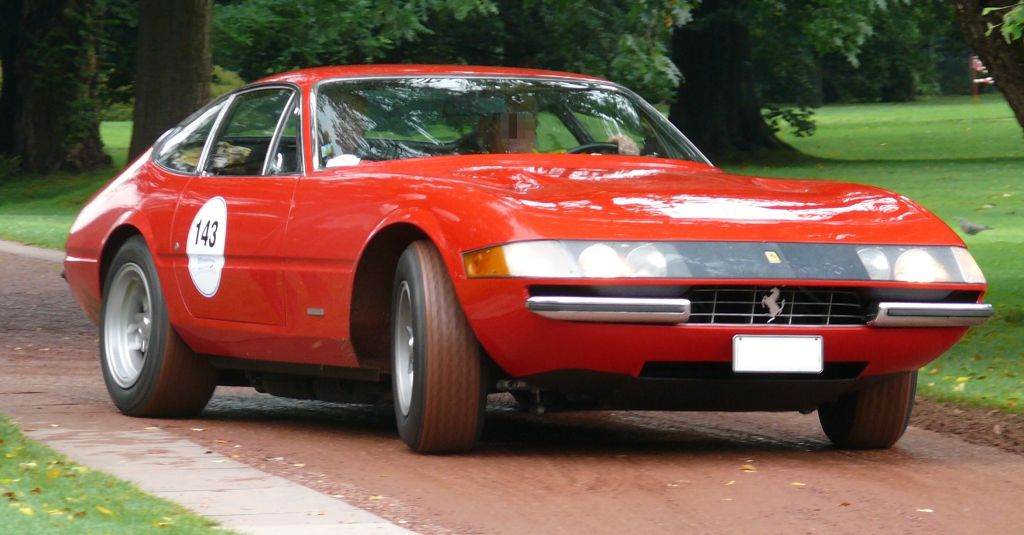
Ferrari 365 GTB/4 Daytona

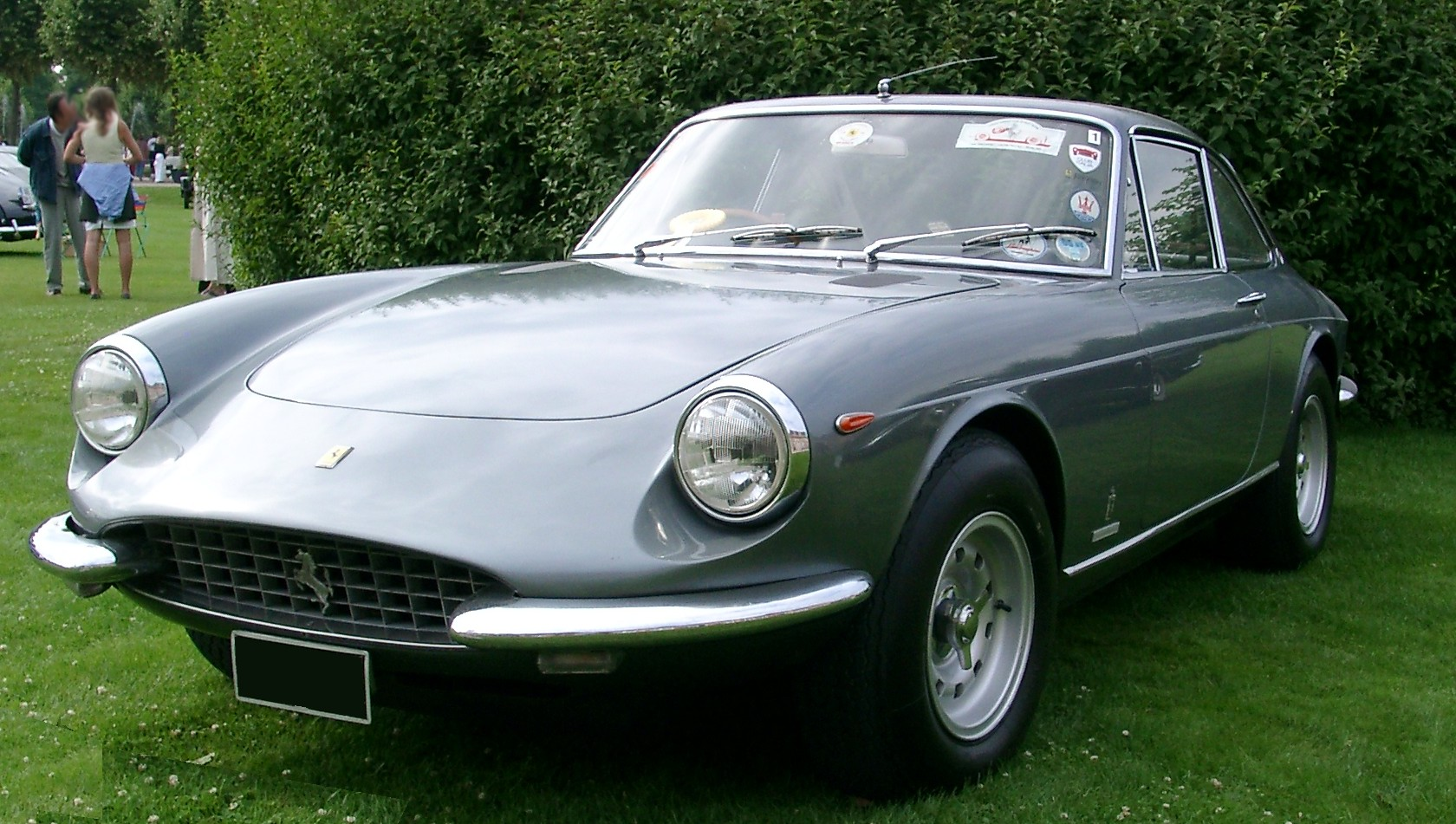
Ferrari 365 GTC

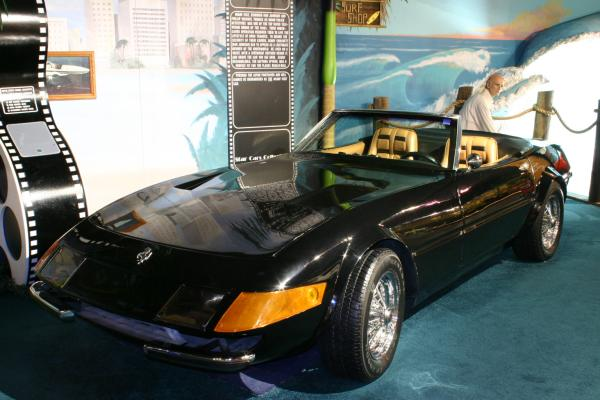
Ferrari 365 GTS/4 replica uit de serie Miami Vice

## 365 Californië
De 365 Californië was het eerste model van de 365-serie en was de opvolger van de Ferrari 500 Superfast. Er werden veertien exemplaren geproduceerd.

## 365 GT 2 +2
Het meest populaire model van de 365 was de GT 2 +2 en werd geïntroduceerd in 1967 tijdens de Paris Motor Show. Zoals de naam al aangeeft, het was een vierzitscoupé en was de opvolger van de Ferrari 330 GT 2+2. Er werden 800 exemplaren geproduceerd.

## 365 GTB/4
Van de Ferrari 365 GTB/4 werden 1284 exemplaren geproduceerd.

## 365 GTS/4
Van de Ferrari 365 GTS/4 werden 122 exemplaren geproduceerd.

## 365 GTC
De Ferrari 365 GTC was de opvolger van de Ferrari 330 GTC, er werden 151 exemplaren geproduceerd.

## 365 GTS
De Ferrari 365 GTS was de opvolger van de Ferrari 330 GTS, er werden twintig exemplaren geproduceerd.
De 365 GTB/4 en de 365 GTS/4 staan ook bekend onder de onofficiële naam Ferrari Daytona. Dit komt doordat Ferrari in 1967 de 24 uur van Daytona een 1-2-3-finish haalde.
De 365 GTS/4 trok veel aandacht in de serie Miami Vice. Eigenlijk was het geen Ferrari 365 GTS/4, maar een replica op basis van de Chevrolet Corvette C3.